# Zimnochy-Świechy
Zimnochy-Świechy – wieś w Polsce położona w województwie podlaskim, w powiecie białostockim, w gminie Suraż.
W latach 1975–1998 miejscowość administracyjnie należała do województwa białostockiego.
Według Powszechnego Spisu Ludności z 1921 roku wieś zamieszkiwało 107 osób, wśród których 102 było wyznania rzymskokatolickiego, a 5 mojżeszowego. Jednocześnie 102 mieszkańców zadeklarowało polską przynależność narodową, a 5 żydowską. Było tu 17 budynków mieszkalnych.
Wierni kościoła rzymskokatolickiego należą do parafii Najświętszej Maryi Panny Częstochowskiej w Rynkach.